# Miguel I de Valaquia
Miguel I de Valaquia (en rumano: Mihail I) fue Vaivoda de Valaquia de 1417 a 1420. Era el único hijo legítimo de Mircea I de Valaquia, que lo asoció al trono. Nombrado príncipe en 1415, quedó como monarca valaco al fallecer su padre a comienzos de 1418. Su apoyo a una campaña húngara contra el Imperio otomano hizo que el sultán Mehmed I invadiese Valaquia y le impusiese un tributo. Cuando Miguel infringió el tratado con los otomanos, estos otorgaron ayuda a su rival, Dan, que  penetró en Valaquia en 1420. Dan y sus aliados otomanos vencieron al ejército valaco en una batalla en la que pereció Miguel.

## Juventud
Miguel era hijo de Mircea I de Valaquia y de su esposa Maria Tolmay, el único vástago legítimo de su padre. Alejandro Aldea y Vlad fueron sus hermanos bastardos más destacados; según las costumbres valacas, el que fuesen hijos naturales no les impedía aspirar al trono. En consecuencia y para fortalecer la posición de Miguel frente a sus medio hermanos, Mircea lo asoció al trono.

## Reinado
Aunque Miguel aparece en los documentos compartiendo el poder con su padre ya en 1391, fue únicamente a partir de 1415 cuando se lo menciona como «vaivoda y príncipe». Aún en vida de su padre, en 1417 se negó a pagar a los otomanos el tributo que Mircea se había comprometido a abonarles. Quedó como monarca al fallecer Mircea el 31 de enero de 1418.
El primer año de su reinado fue pacífico porque el sultán otomano, Mehmed I, estaba todavía enfrascado en la consolidación interna del imperio. Miguel colaboró con Segismundo de Luxemburgo, rey de Hungría, que emprendió una campaña contra los otomanos en el otoño de 1419.  Los coligados se apoderaron de la ciudad de Turnu Severin, que los otomanos habían arrebatado al padre de Miguel; la plaza quedó en manos de Segismundo. En represalia, el sultán penetró en Valaquia y obligó a Miguel a cederle Giurgiu y otras fortalezas danubianas y a pagarle tributo que no le había abonado durante los tres últimos años. El monarca valaco tuvo también que entregar al imperio a sus dos hijos, Miguel y Radu, en calidad de rehenes.
El primo de Miguel, Dan, reclamó entonces el trono. Muchos de los boyardos de Miguel (entre ellos los influyentes Albul y Utmeș) se pasaron a las filas del pretendiente. Dan entró en Valaquia a comienzos de 1420. Al principio, Miguel logró hacerle frente, pero el no haber cumplido con lo dispuesto en el tratado de 1419 con los otomanos suscitó que estos apoyasen militarmente a Dan. Miguel recibió, por su parte, auxilio húngaro, pero esto no bastó para disipar la amenaza de su primo; en el verano de 1420, las fuerzas del príncipe y las de sus aliados húngaros fueron vencidas por el enemigo. Miguel pereció en la batalla.

## Árbol genealógico
|  |                                  |  |  |  |  |  |  |  |  |  |  |  |  |  |  |  |
|  | 16. Basarab I de Valaquia        |  |  |  |  |  |  |  |  |  |  |  |  |  |  |  |
|  |                                  |  |  |  |  |  |  |  |  |  |  |  |  |  |  |  |
|  |                                  |  |  |  |  |  |  |  |  |  |  |  |  |  |  |  |
|  | 8. Nicolás Alejandro de Valaquia |  |  |  |  |  |  |  |  |  |  |  |  |  |  |  |
|  |                                  |  |  |  |  |  |  |  |  |  |  |  |  |  |  |  |
|  |                                  |  |  |  |  |  |  |  |  |  |  |  |  |  |  |  |
|  | 17. Marghita                     |  |  |  |  |  |  |  |  |  |  |  |  |  |  |  |
|  |                                  |  |  |  |  |  |  |  |  |  |  |  |  |  |  |  |
|  |                                  |  |  |  |  |  |  |  |  |  |  |  |  |  |  |  |
|  | 4. Radu I de Valaquia            |  |  |  |  |  |  |  |  |  |  |  |  |  |  |  |
|  |                                  |  |  |  |  |  |  |  |  |  |  |  |  |  |  |  |
|  |                                  |  |  |  |  |  |  |  |  |  |  |  |  |  |  |  |
|  | 18. John Dobokai                 |  |  |  |  |  |  |  |  |  |  |  |  |  |  |  |
|  |                                  |  |  |  |  |  |  |  |  |  |  |  |  |  |  |  |
|  |                                  |  |  |  |  |  |  |  |  |  |  |  |  |  |  |  |
|  | 9. Clara Dobokai                 |  |  |  |  |  |  |  |  |  |  |  |  |  |  |  |
|  |                                  |  |  |  |  |  |  |  |  |  |  |  |  |  |  |  |
|  |                                  |  |  |  |  |  |  |  |  |  |  |  |  |  |  |  |
|  | 2. Mircea I de Valaquia          |  |  |  |  |  |  |  |  |  |  |  |  |  |  |  |
|  |                                  |  |  |  |  |  |  |  |  |  |  |  |  |  |  |  |
|  |                                  |  |  |  |  |  |  |  |  |  |  |  |  |  |  |  |
|  | 5. Kalinikia                     |  |  |  |  |  |  |  |  |  |  |  |  |  |  |  |
|  |                                  |  |  |  |  |  |  |  |  |  |  |  |  |  |  |  |
|  |                                  |  |  |  |  |  |  |  |  |  |  |  |  |  |  |  |
|  | 1. Miguel I de Valaquia          |  |  |  |  |  |  |  |  |  |  |  |  |  |  |  |
|  |                                  |  |  |  |  |  |  |  |  |  |  |  |  |  |  |  |
|  |                                  |  |  |  |  |  |  |  |  |  |  |  |  |  |  |  |
|  | 3. Maria Tolmay                  |  |  |  |  |  |  |  |  |  |  |  |  |  |  |  |
|  |                                  |  |  |  |  |  |  |  |  |  |  |  |  |  |  |  |
|  |                                  |  |  |  |  |  |  |  |  |  |  |  |  |  |  |  |